# Harald Natvig
Harald Natvig (Stavanger, 10 juni 1872 - Hjerkinn, 1 augustus 1947) was een Noors schutter.

## Carrière
Natvig won in 1920 olympisch goud op de onderdelen lopend hert enkelschot team en lopend hert dubbelschot team. De titel op het onderdeel lopend hert enkelschot team verdedigde de Noorse ploeg met succes vier jaar later.
In 1931 won Natvig met het Noorse team de wereldtitel op het onderdeel lopend hert dubbelschot

### Olympische Zomerspelen
| Jaar | Plaats    | Resultaten |
| ---- | --------- | --- |
| 1920 | Antwerpen | lopend hert enkelschot team mannen · lopend hert dubbelschot team mannen · lopend hert enkelschot mannen · 7e trap team                                        |
| 1924 | Parijs    | lopend hert enkelschot team mannen · lopend hert dubbelschot team mannen · 9e lopend hert dubbelschot mannen · 7e lopend hert enkelschot mannen · 7e trap team |

### Wereldkampioenschappen
| Jaar | Plaats | Resultaten                    |
| ---- | ------ | ----------------------------- |
| 1931 | Lwów   | Lopend hert, dubbelschot team |